# Lordstown Motors

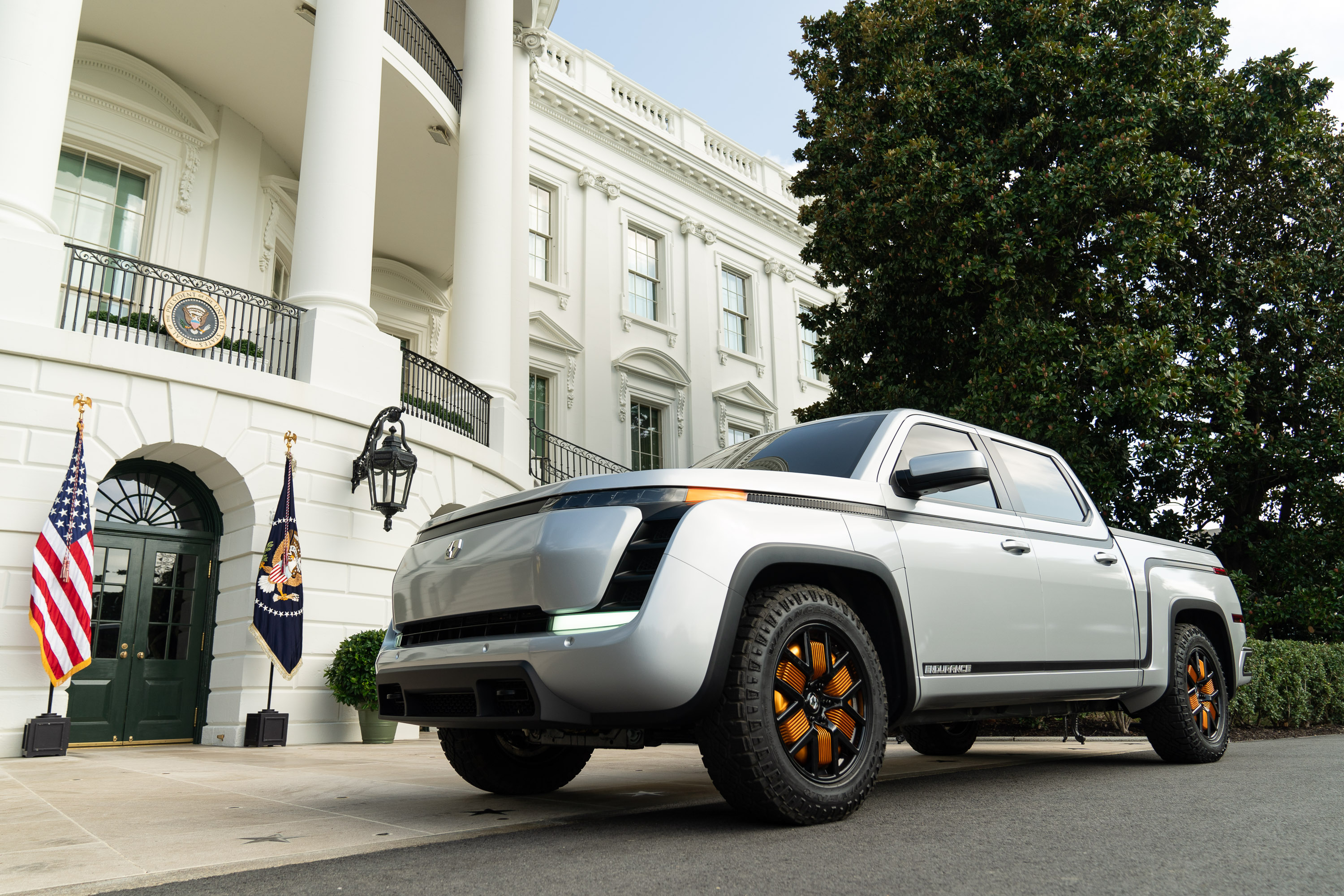
Lordstown Endurance

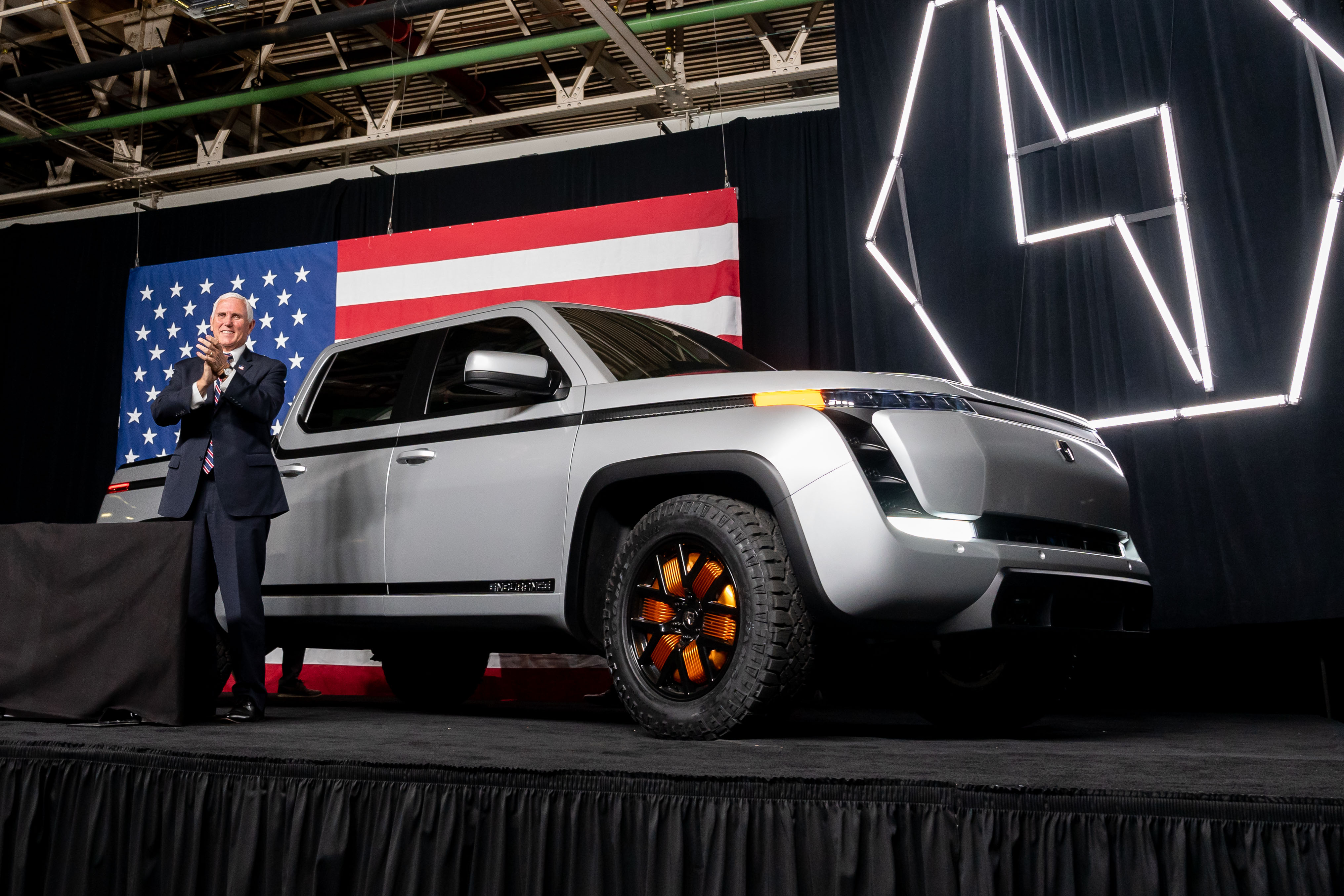
Mike Pence podczas prezentacji Lordstown Endurance

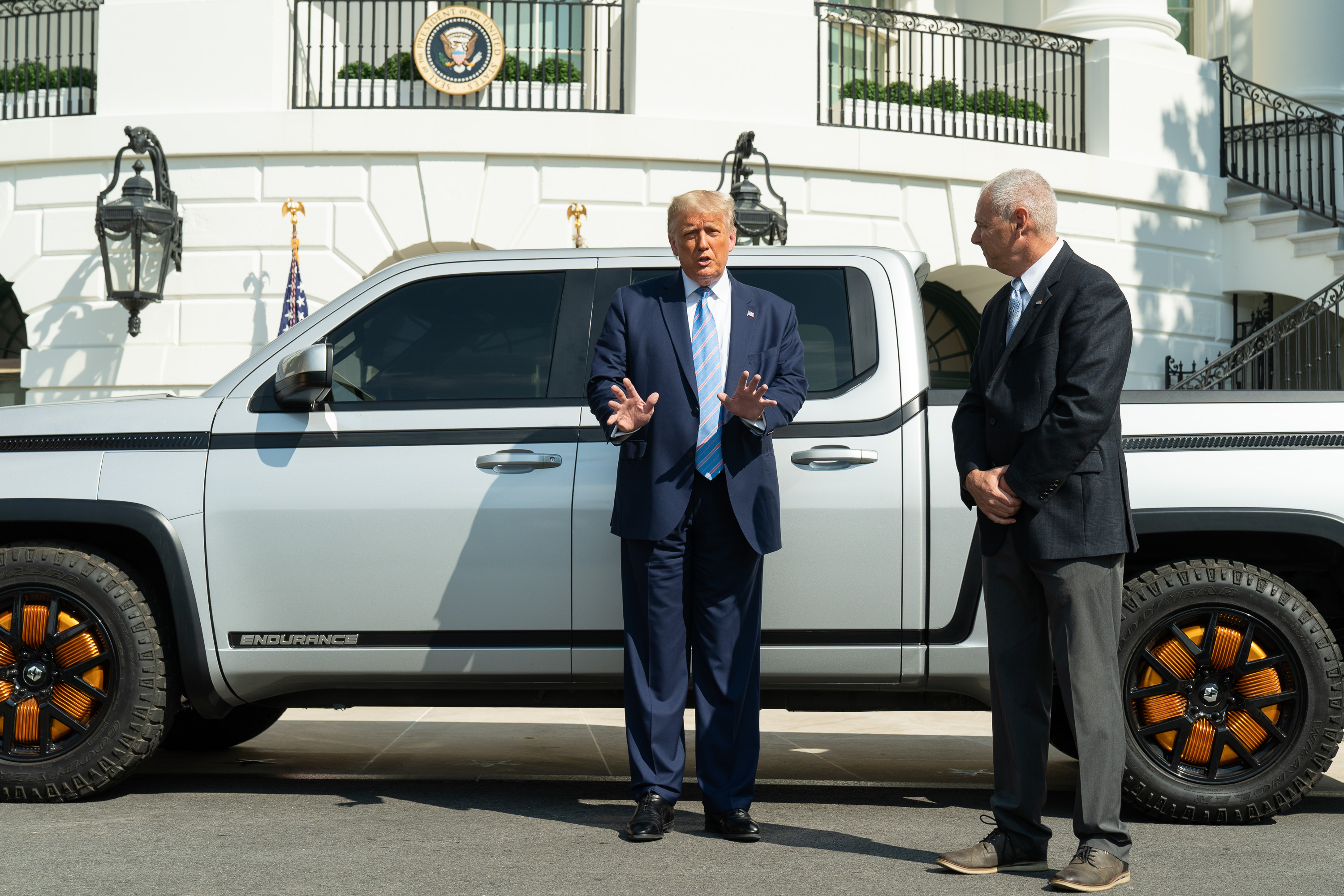
Donald Trump podczas prezentacji Lordstown Endurance

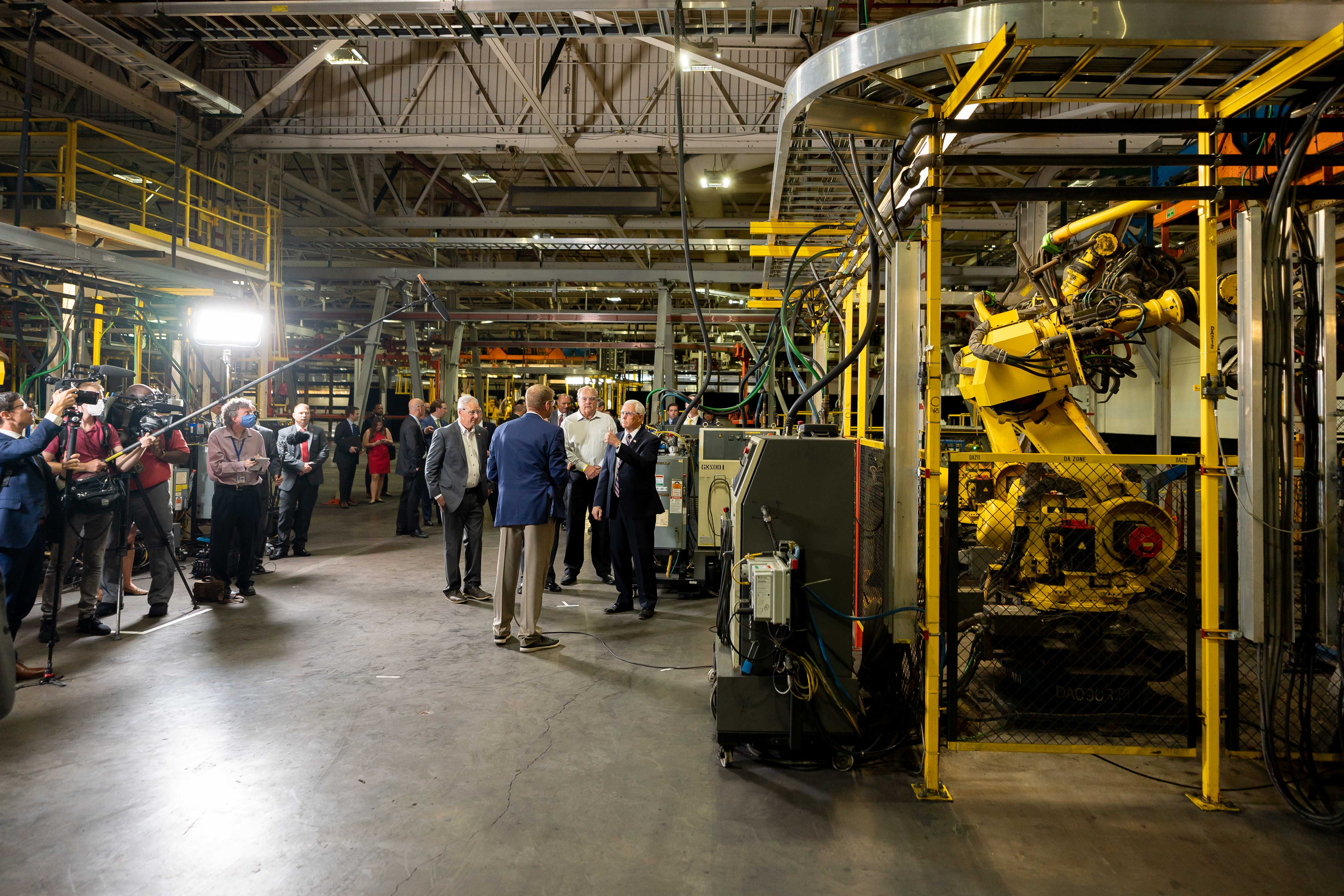
Wnętrze zakładów produkcyjnych

Lordstown Motors – amerykański producent elektrycznych pickupów z siedzibą w Lordstown działający w latach 2018–2023. Przedsiębiorstwo należało do tajwańskiego koncernu Foxconn.

## Historia

### Początki
Po tym, jak w listopadzie 2018 roku koncern General Motors zapowiedział zakończenie produkcji w fabryce samochodów w Lordstown w amerykańskim stanie Ohio, ostatni egzemplarz Chevroleta Cruze opuścił zakłady w czerwcu 2019 roku. W maju tego samego roku pojawiły się plany sprzedaży fabryki innemu podmiotowi, na co potencjalnym kandydatem został startup Workhorse Company pracujący nad pickupem o napędzie elektrycznym.
W listopadzie 2019 roku General Motors dokonało transakcji sprzedaży fabryki w Lordstown. Drugą stroną transakcji został ostatecznie nowo powstały startup Lordstown Motors Corporation, powiązany z Workhorse Company na polu rozwoju napędów elektrycznych. GM udzieliło przedsiębiorstwu pożyczki w wysokości 40 milionów dolarów amerykańskich na skuteczną adaptację fabryki na potrzeby budowy samochodów elektrycznych i dostosowania jej do potrzeb nowego właściciela.

### Endurance
W drugiej połowie grudnia 2019 roku Lordstown przedstawiło informacje na temat pierwszego planowanego pojazdu – pickupa o napędzie elektrycznym o nazwie Lordstown Endurance, nakreślając spodziewaną specyfikację układu napędowego. Pierwotnie początek produkcji pojazdu zaplanowano na 2020 rok, jednak w kwietniu 2020 roku z powodu pandemii COVID-19 zdecydowano się przełożyć ją na 2021 rok, nie porzucając jednocześnie planów na prezentację pojazdu latem 2020. W czerwcu 2020 roku ogłoszono oficjalną datę debiutu Endurance na koniec tego miesiąca, przedstawiając szkice deski rozdzielczej i kabiny pasażerskiej.

### Kontrowersje i oskarżenia
Po tym, jak pod koniec lutego 2021 prezes Lordstown Motors zadeklarował, że na pickupa Lordstown Endurance zgromadzono ponad 100 tysięcy zamówień, prywatna amerykańska agencja Hindenburg Research zajmująca się badaniem wiarygodności motoryzacyjnych startupów i krótką sprzedażą przeprowadziła śledztwo.
W wyniku opublikowanego 12 marca 2021 raportu ustalono, że przedstawiciele Lordstown Motors mijają się z prawdą, kreując fałszywy obraz wokół rzekomo dużego zainteresowania swoimi samochodami. Wskazano przykłady dowodzące na zawyżanie rzekomej liczby zamówień, jak np. określanie niewiążącej korespondencji z jednym z przedsiębiorstw „złożeniem zamówienia na 500 pojazdów”.
Autorzy raportu wskazali także zarzuty byłych pracowników Lordstown Motors, którzy uznali, że planowany początek produkcji na wrzesień 2021 jest niemożliwy do zrealizowania z racji nagłych zmian w projekcie pojazdu wprowadzonych przez CEO, Steve’a Burnsa, opóźniając pierwotne plany o 3–4 lata. W wyniku oskarżeń Hindenburg Research, akcje giełdowe Lordstown Motors, które stało się spółką publiczną w październiku 2020 roku, spadły o 20%, a raport wzbudził niepokój wśród inwestorów.

### Ryzyko bankructwa i przejęcie
W pierwszej połowie czerwca 2021 roku Lordstown Motors ponownie zwróciło szeroką uwagę mediów po tym, jak przedstawiciele startupu ujawnili jego kłopoty finansowe zmierzające do bankructwa. Okazało się, że firma nie posiada wystarczającej płynności finansowej do rozpoczęcia produkcji modelu Endurance i potrzebuje większych nakładów finansowych, aby spełnić pierwotny cel zbudowania 2200 sztuk pojazdu do końca 2021 roku.
14 czerwca 2021 roku założyciel i dotychczasowy prezes Lordstown Motors Steve Burns razem z dyrektorem finansowym, Julio Rodriguezem, złożyli rezygnację ze swoich stanowisk, pozostawiając je nieobsadzonymi i przekazując obowiązki zastępcom. Miesiąc później Lordstown Motors zostało uchronione od bankructwa dzięki nabyciu akcji o wartości 400 milionów dolarów przez fundusz inwestycyjny Yorkville Advisors.
Na początku października 2021 Lordstown Motors zostało zakupione przez tajwańskiego giganta branży elektronicznej Foxconn. Firma przejęła nie tylko pakiet akcji warty 50 milionów dolarów, ale i prawa do fabryki amerykańskiego startupu w mieście Lordstown. Foxconn zadeklarował się jednocześnie, że jego finansowanie pozwoli na rozpoczęcie seryjnej produkcji pickupa Endurance. Deklarację tę udało się doprowadzić do realizacji, ostatniego dnia września 2022 roku rozpoczynając oficjalnie produkcję elektrycznej półciężarówki, planując dostarczenie 50 samochodów do właścicieli do końca tego samego roku.

### Upadłość
Produkcja Endurance okazała się problematyczna i niewielka, dostarczając do nabywców jedynie 31 egzemplarzy i w ciągu 3 miesięcy organizując 3 akcje przywoławcze z powodu wykrytych defektów. W maju 2023 Lordstown Motors znalazło się w konflikcie ze swoim właścicielem Foxconn, zarzucając tajwańskiej firmie sabotowanie działań startupu i chęć wycofania się z przedsięwzięcia, skutkując drastycznym spadkiem akcji Lordstown na nowojorskiej giełdzie. Konflikt doprowadził do upadłości startupu - pod koniec czerwca Lordstown Motors ogłosiło bankructwo, kończąc produkcję Endurance po 10 miesiącach i deklarując chęć odsprzedaży praw do dalszej produkcji pickupa. Jednocześnie przedstawiciele zapowiedzieli złożenie pozwu sądowego przeciwko Tajwańczykom, oskarżając ich o umyślne wycofanie się z wcześniejszych deklaracji finansowania dalszej działalności firmy i doprowadzenie do jej załamania.

## Modele samochodów

### Historyczne
- Endurance (2022–2023)